# Ардо Арусаар
Ардо Арусаар (еве Ardo Arusaar; нар. 24 червня 1988, Пярну, Пярнуський район) — естонський борець греко-римського стилю, чемпіон та срібний призер Північних чемпіонатів, учасник двох Олімпійських ігор.

## Життєпис
Боротьбою почав займатися з 1993 року. У 2007 році став переможцем Північного чемпіонату серед юніорів. У 2008 році здобув бронзову медаль чемпіонату Європи серед юніорів.
Виступав за клуб MK Juhan. Тренери — Генн Поеллюсте (з 2004), Олев Нісумаа (з 1998), Івар Коткас (з 2013), Ігор Бугай (з 2017).

## Спортивні результати на міжнародних змаганнях

### Виступи на Олімпіадах
| Змагання                    | Збірна  | Вагова категорія                 | Місце |
| --------------------------- | ------- | -------------------------------- | ----- |
| Літні Олімпійські ігри 2012 | Естонія | греко-римська боротьба, до 96 кг | 8     |
| Літні Олімпійські ігри 2016 | Естонія | греко-римська боротьба, до 98 кг | 16    |

### Виступи на Чемпіонатах світу
| Змагання                        | Збірна  | Вагова категорія                 | Місце |
| ------------------------------- | ------- | -------------------------------- | ----- |
| Чемпіонат світу з боротьби 2009 | Естонія | греко-римська боротьба, до 84 кг | 16    |
| Чемпіонат світу з боротьби 2011 | Естонія | греко-римська боротьба, до 96 кг | 29    |
| Чемпіонат світу з боротьби 2014 | Естонія | греко-римська боротьба, до 98 кг | 8     |
| Чемпіонат світу з боротьби 2015 | Естонія | греко-римська боротьба, до 98 кг | 18    |
| Чемпіонат світу з боротьби 2017 | Естонія | греко-римська боротьба, до 98 кг | 11    |

### Виступи на Чемпіонатах Європи
| Змагання                         | Збірна  | Вагова категорія                 | Місце |
| -------------------------------- | ------- | -------------------------------- | ----- |
| Чемпіонат Європи з боротьби 2010 | Естонія | греко-римська боротьба, до 96 кг | 12    |
| Чемпіонат Європи з боротьби 2011 | Естонія | греко-римська боротьба, до 96 кг | 12    |
| Чемпіонат Європи з боротьби 2014 | Естонія | греко-римська боротьба, до 98 кг | 20    |
| Чемпіонат Європи з боротьби 2016 | Естонія | греко-римська боротьба, до 98 кг | 13    |
| Чемпіонат Європи з боротьби 2017 | Естонія | греко-римська боротьба, до 98 кг | 9     |

### Виступи на Європейських іграх
| Змагання              | Збірна  | Вагова категорія                 | Місце |
| --------------------- | ------- | -------------------------------- | ----- |
| Європейські ігри 2015 | Естонія | греко-римська боротьба, до 98 кг | 8     |

### Виступи на Північних чемпіонатах
| Змагання                            | Збірна  | Вагова категорія                 | Місце  |
| ----------------------------------- | ------- | -------------------------------- | ------ |
| Північний чемпіонат з боротьби 2009 | Естонія | греко-римська боротьба, до 84 кг | 4      |
| Північний чемпіонат з боротьби 2011 | Естонія | греко-римська боротьба, до 96 кг | Срібло |
| Північний чемпіонат з боротьби 2016 | Естонія | греко-римська боротьба, до 98 кг | Золото |

### Виступи на інших змаганнях
| Змагання                                                         | Збірна  | Вагова категорія                  | Місце  |
| ---------------------------------------------------------------- | ------- | --------------------------------- | ------ |
| Олімпійський кваліфікаційний турнір з боротьби 2008 (Роме-Остія) | Естонія | греко-римська боротьба, до 84 кг  | 28     |
| Гран-прі Німеччини з боротьби 2008                               | Естонія | греко-римська боротьба, до 84 кг  | 5      |
| Кубок Арво Хаавісто 2010                                         | Естонія | греко-римська боротьба, до 96 кг  | Бронза |
| Турнір Германа Каре 2011                                         | Естонія | греко-римська боротьба, до 96 кг  | Золото |
| Золотий Гран-прі з боротьби 2011 (Сомбатгей)                     | Естонія | греко-римська боротьба, до 96 кг  | 13     |
| Кубок Владислава Пітласинські 2011                               | Естонія | греко-римська боротьба, до 96 кг  | 32     |
| Турнір Івана Піддубного 2012                                     | Естонія | греко-римська боротьба, до 96 кг  | Бронза |
| Турнір Германа Каре 2012                                         | Естонія | греко-римська боротьба, до 96 кг  | Бронза |
| Золотий Гран-прі з боротьби 2012 (Сомбатгей)                     | Естонія | греко-римська боротьба, до 96 кг  | 15     |
| Олімпійський кваліфікаційний турнір з боротьби 2012 (Софія)      | Естонія | греко-римська боротьба, до 96 кг  | Срібло |
| Гран-прі Німеччини з боротьби 2012                               | Естонія | греко-римська боротьба, до 96 кг  | Бронза |
| Меморіал Кристьяна Палусалу 2012                                 | Естонія | греко-римська боротьба, до 96 кг  | Золото |
| Турнір Германа Каре 2013                                         | Естонія | греко-римська боротьба, до 96 кг  | 6      |
| Кубок Вантаа з боротьби 2013                                     | Естонія | греко-римська боротьба, до 96 кг  | Золото |
| Турнір Івана Піддубного 2014                                     | Естонія | греко-римська боротьба, до 98 кг  | 5      |
| Турнір Дана Колова — Николи Петрова 2014                         | Естонія | греко-римська боротьба, до 98 кг  | Бронза |
| Гран-прі Німеччини з боротьби 2014                               | Естонія | греко-римська боротьба, до 98 кг  | 5      |
| Кубок Владислава Пітласинські 2014                               | Естонія | греко-римська боротьба, до 98 кг  | 5      |
| Меморіал Кристьяна Палусалу 2014                                 | Естонія | греко-римська боротьба, до 98 кг  | Золото |
| Гран-прі Парижа з боротьби 2015                                  | Естонія | греко-римська боротьба, до 98 кг  | Золото |
| Кубок Владислава Пітласинські 2015                               | Естонія | греко-римська боротьба, до 98 кг  | 5      |
| Меморіал Кристьяна Палусалу 2015                                 | Естонія | греко-римська боротьба, до 130 кг | Бронза |
| Олімпійський кваліфікаційний турнір з боротьби 2016 (Юлівієска)  | Естонія | греко-римська боротьба, до 98 кг  | Золото |
| Меморіал Кристьяна Палусалу 2016                                 | Естонія | греко-римська боротьба, до 130 кг | Золото |
| Гран-прі Угорщини з боротьби 2017                                | Естонія | греко-римська боротьба, до 98 кг  | 7      |
| Меморіал Кристьяна Палусалу 2017                                 | Естонія | греко-римська боротьба, до 98 кг  | Золото |

### Виступи на змаганнях молодших вікових груп
| Змагання                                          | Збірна  | Вагова категорія                 | Місце  |
| ------------------------------------------------- | ------- | -------------------------------- | ------ |
| Чемпіонат Європи з боротьби серед кадетів 2004    | Естонія | греко-римська боротьба, до 63 кг | 11     |
| Північний чемпіонат з боротьби серед кадетів 2005 | Естонія | греко-римська боротьба, до 76 кг | Бронза |
| Північний чемпіонат з боротьби серед юніорів 2006 | Естонія | греко-римська боротьба, до 74 кг | Бронза |
| Північний чемпіонат з боротьби серед юніорів 2007 | Естонія | греко-римська боротьба, до 84 кг | Золото |
| Чемпіонат Європи з боротьби серед юніорів 2007    | Естонія | греко-римська боротьба, до 84 кг | 5      |
| Чемпіонат світу з боротьби серед юніорів 2007     | Естонія | греко-римська боротьба, до 84 кг | 16     |
| Чемпіонат Європи з боротьби серед юніорів 2008    | Естонія | греко-римська боротьба, до 84 кг | Бронза |
| Чемпіонат світу з боротьби серед юніорів 2008     | Естонія | греко-римська боротьба, до 84 кг | 18     |